# Leier cégcsoport
A Leier-cégcsoport hét magyarországi betonüzemével és két téglagyárával a magyar szerkezeti építőanyag-gyártás meghatározó szereplőjévé vált az évek során. A cég a gazdasági kapcsolatokat már 1982-től, messze a rendszerváltás előtt kereste hazánkkal. A hiánygazdálkodás az építőanyagok hiányos kínálatát is jelentette. A cégcsoport alapítója, Michael Leier előbb az akkori műszaki színvonal legjavát jelentő beton falazóelem gyártó gépek szállításával közvetve, majd 1985-től mint építőanyag-gyártó közvetlenül is megjelent a magyar építőanyag-piacon. Ebben az évben alakulhatott meg az akkor unikumnak számító ÁFÉSZ – M. Leier cég Gönyűn, "joint venture" formában, amiben az osztrák vállalkozó csak kisebbségi tulajdonos (49%-os részesedéssel) lehetett a magyar állam mellett. Ez az akkor igencsak merésznek számító lépés hamarosan sikert hozott, hiszen nem csak az akkor korszerű gépeket és technológiát, de a teljesítményorientált munkavégzés szellemét és a teljesítménnyel arányos bérezést is igyekezett – az akkori politikai és társadalmi korlátokat feszegetve – meghonosítani a magyar építőiparban. A rendszerváltást követően alapította a piaci igényeknek megfelelően a további betonüzemeket, illetve keltett életre téglagyárakat Magyarországon, de Középkelet-Európa további országaiban is. A Leier a kerámia és könnyűbeton falszerkezetek mellett a méretre gyártott vasbetonszerkezetek, födémrendszerek, kéményrendszerek, kültéri burkolatok, kertépítő elemek, mélyépítő és környezettechnikai rendszerek gyártójaként ma az egyik legnagyobb, és ugyanakkor a legszélesebb termékportfólióval rendelkező, építőanyag-gyártó és -forgalmazó vállalkozás a magyar építőanyag-piacon. [forrás?] Köszönhető ez nem utolsósorban annak a konzekvens üzletpolitikának, hogy az itt megtermelt haszon folyamatosan a géppark megújítására, a gyártókapacitások bővítésére és a termékfejlesztésbe került visszaforgatásra. Az építkezés valamennyi fázisa részére építőanyagot kínáló cégcsoport újabban zajárnyékoló falrendszereket is gyárt, miután csoportjába olvasztotta a Durisol néven szabadalmaztatott fabeton alapú építőanyag-gyártó osztrák és szlovák üzemeket és így az eredeti Durisol licenc birtokosa.
Leier-kémény építési árak:
- Épületen kívül 17-20 000/fm
- Épületen belül 20-25 000/fm

Az építőipari ágazatban kifejtett tevékenysége mellett említésre méltó Magyarországon a csoport szerepe az ingatlanhasznosítás, a személygépkocsi forgalmazás és szervizelés valamint a fémmegmunkálás ágazatokban is.

## Cégtörténet[3]
1965-ben Michael Leier feleségével, Erna Asszonnyal egy SPAR üzletet nyitott a burgenlandi Horitschonban. 1967-ben egy további üzlet követte ezt Oberpullendorfban, amelyet később más irányú bővítések végett eladtak.
Ez a bővítés 1970-ben egy betonüzem létesítésével kezdődött Horitschonban, majd ezt egy újabb betonüzem követte 1980-ban Frauenkirchenben.
Ezzel az építőanyag-gyártás vált Burgenlandban fő tevékenységgé.
Egy olyan üzletágban, ahol az alacsony egységárak és a nagy szállítandó mennyiségek miatt a szállítási költségek viszonylag magasak, és ezzel az áruterítés sugara egyébként is elég kicsi, egy teljesen zárt határ – mint amilyen akkoriban a „Vasfüggöny” ténylegesen volt – melletti telephely gyakorlatilag csak a fél piaci terület elérését tette lehetővé. Mindezen felül az osztrák piacon már hamarosan telítettség volt érzékelhető, így tehát a Kelet felé történő tájékozódás logikus lépés volt.
Ez első kapcsolatfelvételek után, a 80-as évek elején sikerült beton építőanyag gyártására szolgáló gépeket eladni Magyarországra. Ennek során láthatóvá vált a jelentős magyar piaci potenciál. A továbbiakban megszületett az az elképzelés, hogy egy Joint Venture vállalkozást lehetne létrehozni magyar társsal, és így beton építőanyagot a magyar piac számára helyben gyártani. A Joint Venture vállalkozásforma volt akkor az egyetlen lehetséges, hiszen az akkori törvények a külföldi fél részére csak 50% alatti részesedést engedtek meg.
1985 márciusában született meg a társasági szerződés és indult a zöldmezős beruházás. 1986-ban kezdődött a próbaüzem, és az 1987-es év immár az első kiváló eredményeket hozó gazdasági évként került lezárása.
Most bizonyos mértékben maguktól kezdtek működni a dolgok: különböző kelet-európai országok gazdasági delegációi adták egymás kezébe a kilincset a gönyűi, Győr közelében található vállalkozásnál.
Ezek a kapcsolatok tették végül is 1988-ban lehetővé – tehát még a rendszerváltás előtt – az első cégalapítást Lengyelországban, egy betonépítőanyag-gyártó üzem formájában, Malborkban, 1200 km-re a közép-burgenlandi Horitschonban lévő törzsgyártól. Akkoriban ott rendkívüli állapot volt érvényben, és Leier volt az első nagy beruházást indító osztrák vállalkozó Lengyelországban.
Az eltérő, mindenekelőtt a jogi helyzetre vonatkozó feltételek következtében hamarabb bővültek a beruházások Magyarországon, az 1990-es évek elején került meghatározásra az a célkitűzés, hogy 2000-re a Leier az egész országot lefedő kapacitást építsen ki az építőanyag-gyártás terén itt.
Ez bővült 1990-től Magyarországon egy új üzleti területtel, az akkoriban nagy felfutást mutató gépjármű-forgalmazással.
Ebben az üzletágban ma a Leier Csoport 2 autószalont működtet, ahol a BMW, a MINI, a ŠKODA, és a Hyundai márkákat forgalmazza, és szervizszolgáltatást nyújt.
1994-ben az építőanyag üzletág lényegesen kibővült a téglaipari termékek gyártásával. Egy téglagyár megvásárlásával, amely Mátraderecskén található, mintegy 100 km-re Budapesttől keletre, sikerült Leiernek az építőanyag termékpalettáját jelentősen kiegészítenie.
Az 1990-es évek közepétől komoly beruházások történtek új gyártósorok vásárlásával és új üzemek létesítésével, ami az építőanyag-gyártás választékát is nagymértékben bővítette.
Lengyelországban a 2000-es évtől bővítette a cégcsoport a tevékenységét – Tarnówban, Krakkó közelében vásárolt egy téglagyárat a privatizációs program keretében. Ez a vállalat ma immár Európa legnagyobb téglagyára.
2010-ben a dél-lengyelországi Markowiczében található téglagyárat, majd 2016-ban a Sierakowicében működő téglaüzemet vásárolta meg, és integrálta cégcsoportjába Leier.
A 21. század elején új piacokra terjesztette ki tevékenységét a csoport, 2004-ben Szlovákiában, 2005-ben Romániában, 2006-ban Horvátországban és 2015-ben Ukrajnában alakultak az újabb Leier-vállalkozások.

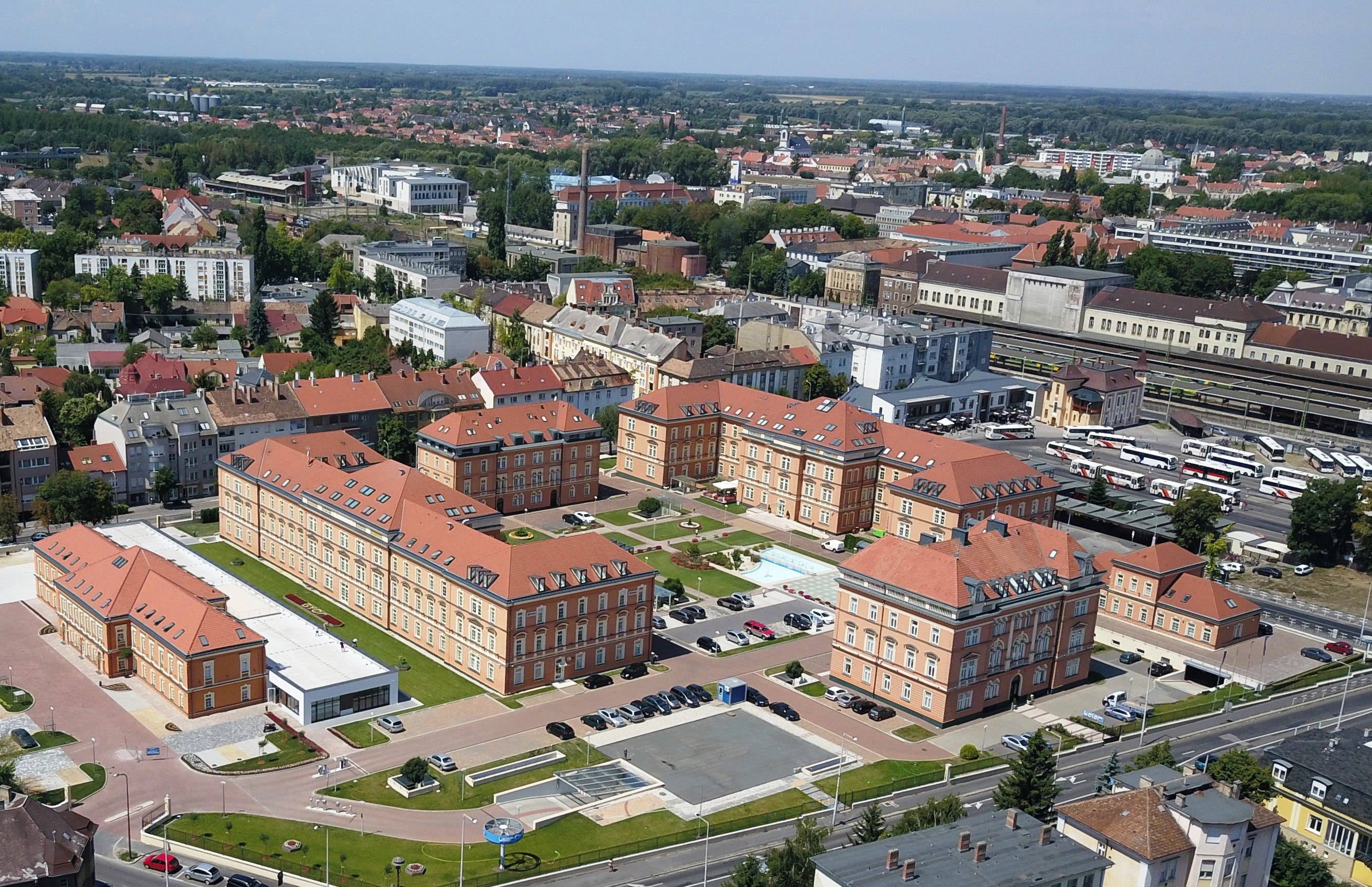
Az egykori Frigyes Laktanya romjaiból új életre kelt negyed, a Leier City Center, Győr

2000-től egy újabb üzletággal is bővült a csoport tevékenysége, az ingatlan hasznosítással. Ennek legszebb példája Győrben a Frigyes laktanya új életre keltése, ami ma egy modern irodai, üzleti és lakónegyede a városnak, és Leier City Center néven messze a város határain túl is ismertségre tett szert. 2013 óta a Schlichter-Villa és a mellette létesült Leier üzletház, 2016-tól pedig az akkori Kereskedelmi és Iparkamara számára 1904-ben megépült, az újabb időkben MTESZ székházként ismert épület is a csoport által üzemeltetett ingatlanok számát gyarapítja.
2005-től Ausztriában is tovább terjeszkedett a csoport. Betonüzemek megvásárlásával Alsó-Ausztriában és Stájerországban Leier sikeresen bővítette egyes termékcsoportokban a választékot (a térburkolatok, kertépítő elemek terén a „Kaiserstein” prémium kategóriával), illetve kiegészítette a termékpalettát egy nagy jövővel rendelkező építőanyaggal, a Durisol márkanéven készülő fabeton falazóelemekkel (épületek falazatához, illetve közúti és vasúti zajcsillapító falakhoz), ami egybevág a Leier Csoport törekvéseivel az ökológia és a fenntarthatóság terén.
Ma immár 40 üzemet és telephelyet irányít hét országban – Ausztriában, Magyarországon, Lengyelországban, Szlovákiában, Romániában, Horvátországban és Ukrajnában – Michael Leier, kereskedelmi tanácsos, a Leier Csoport tulajdonosa családtagjai és néhány vezető munkatársa segítségével az építőanyagipar, a gépjármű forgalmazás, az ingatlanhasznosítás üzletágakban, néhány további tevékenységgel kiegészítve.
A foglalkoztatottak száma a szezonális csúcsidőszakokban a 2000 főt is meghaladja.
A jövőre nézve a csoport rendelkezik azokkal az ötletekkel, tervekkel és azzal a jövőképpel, ami továbbra is biztosítja a Leier vállalkozáscsoport egészséges, hosszú távú és fenntartható növekedését.

## Kitüntetések[3]
A Leier-cégcsoport és a tulajdonos, Michael Leier számos gazdasági- és társadalmi elismerés birtokosa: 1993 és 2009 között Magyarország burgenlandi tiszteletbeli konzulja volt, a „Burgenland legjobbjai“ kitüntetés, valamint a Magyar Érdemrend Lovagkeresztje (2002), és az Osztrák Köztársaság Nagy Becsületjelvénye (2006) kitüntetések birtokosa. A Leier cégcsoport a termékeiért kapott szakmai elismerések és környezetvédelmi díjak mellett, többek között a „Legsikeresebb Osztrák Családi Vállalkozás” cím többszörös nyertese, valamint az „Ausztria vezető cégei” közötti versenyben a „Big Player” kategória többszörös győztese. A Leier Hungária Kft. 2008-ban a Kisalföldi Presztízs Díj „Az Év Ipari Vállalkozása” kategóriájának győztese lett.[forrás?]
A 2011. március 15-i győri díszközgyűlésen Győr Megyei Jogú Város Díszpolgára címmel tüntették ki Michael Leiert, mellyel az üzletember kiváló gazdasági eredményeit, Győrt gazdagító, maradandó értékeket teremtő műemléki és gazdasági beruházásait, valamint karitatív tevékenységét ismerték el.
2014-ben Michael Leier a Magyar Érdemrend Tiszti Keresztje kitüntetésben részesült.
2016-ban Michael Leier elnyerte Lengyelországban Tarnów város, Magyarországon Jánossomorja város díszpolgári címét.
A Győr-Moson-Sopron Megyei Ipari– és Kereskedelmi Kamara Elnöksége 2016-ban kitüntette Michael Leiert az 50 éves sikeres vállalkozói tevékenysége alkalmából.
2016-ban Michael Leier megkapja Burgendland tartomány Komtur-Kereszt kitüntetését.